# داشبلاغ خرابة كلك
داشبلاغ خرابة كلك هي قرية في مقاطعة هشترود، إيران. عدد سكان هذه القرية هو 320 في سنة 2006.